# ムザッファル朝

ムザッファル朝

ムザッファル朝の最大支配領域

ムザッファル朝（ペルシア語:  مظفریان - モザッファリヤン）は、14世紀にイランに存在していたアラブ系の国家。イラン中央部のヤズドからケルマーン、シーラーズに至る地域を支配していた。

## 歴史
王朝の創始者であるムザッファル家の人間はイスラームの征服の際にホラーサーン地方に移住したアラブ人だったが、モンゴル帝国のホラーサーン征服後にヤズドに移住した。ヤズド移住後のムザッファル家は現地を統治するアタベク政権に仕えていたが、ヤズドのアタベクと対立したシャラーフッディーン・ムザッファルはイルハン朝のアルグンに臣従し、ヤズド近郊のメイボドの代官に任命された。
シャラーフッディーンの子であるムバーリズッディーン・ムハンマドは、イルハン朝の宮廷で養育された。ファールス地方を支配するインジュー家のカイ・ホスローとヤズドのアタベク・ハージー・シャーが対立した時、ムバーリズッディーンはカイ・ホスローの要請に応じてハージー・シャーを破る。ヤズドのアタベク政権が消滅した後、1318年19年にムバーリズッディーンはイルハン朝の君主アブー・サイードからヤズドの長官に任じられる。アブー・サイードの死後にイルハン朝が衰退するとムバーリズッディーンはチョバン朝と同盟し、1340年にチョバン朝からケルマーンの支配権を与えられる。ムバーリズッディーンはヤズド、ケルマーンの支配権を巡ってインジュー朝のシャイフ・アブー・イスハークと戦い、1350年から1352年までの間に3度にわたるインジュー朝の攻撃を撃退した。ムバーリズッディーンは貨幣からチョバン朝が擁立した傀儡のハン、一時的に宗主権を認めていたインジュー朝の君主の名前を削り、1351年/52年に支配者の名前が入れられていない貨幣を鋳造して自立の意思を表明する。
1353年にムバーリズッディーンはインジュー朝の統治下に置かれていたシーラーズを征服する。1354年/55年にムバーリズッディーンはエスファハーンの遠征を実施し、進軍中にファールス地方の山岳地帯を支配するシャバーンカーラ国を滅ぼす。エスファハーン遠征の同時期にムバーリズッディーンはカイロのアッバース家にバイア（忠誠の誓い）を行い、金曜礼拝で読み上げられるフトバと貨幣にカリフの名前を刻み、スルターンを自称した。ムバーリズッディーンはエスファハーンに逃れたアブー・イスハークを捕殺し、インジュー朝を支配下に組み込んだ。1358年/59年にムバーリズッディーンはジョチ・ウルスの支配下にあるアゼルバイジャンに遠征を行うが、ジャライル朝のシャイフ・ウヴァイスが領内に進軍している報告を受けて撤退する。遠征の帰還後、ムバーリズッディーンの長子であるシャー・シュジャーはムバーリズッディーンを廃位し、シャー・シュジャーがムザッファル朝の君主の地位に就いた。
即位したシャー・シュジャーはシーラーズを本拠地とし、ケルマーンには兄弟のアルバクフとスルターン・イマードッディーン・アフマドが、エスファハーンにはシャー・マフムードが、ヤズドには甥のシャー・ヤフヤーが割拠していた。シャー・シュジャーは、治世の初期をそれらの親族との抗争に費やさなければならなかった。シャー・シュジャーの弟のシャー・マフムードはムバーリズッディーンの廃位に協力したが、シャー・シュジャーの即位後に兄弟の仲は悪化し、シャー・マフムードはジャライル朝と同盟してシャー・シュジャーと戦った。1375年にシャー・マフムードが没するとシャー・シュジャーの状況は好転し、シャー・シュジャーはイラン北西部への進出を計画する。ムザッファル軍はアゼルバイジャン遠征で勝利を収めたが、シーラーズで反乱が起きたために退却を余儀なくされる。また、シャー・シュジャーの長子ザイヌル・アービディーンとジャライル朝の王女との婚姻が予定されていたが、ジャライル朝の攻撃によってスルターニーヤを喪失した。シャー・シュジャーは甥のシャー・マンスールに勝利を収めることができないまま、1384年に没する。シャー・シュジャーの治世にムザッファル朝の支配領域は最大に達し、在位中に東方で勢力を拡大するティムール朝に忠誠を誓った。
シャー・シュジャーは生前にザイヌル・アービディーンを後継者に指名していたが王権は不安定な状態に置かれており、シャー・シュジャーの死後にムザッファル朝の領土は王族によって分割された。1387年、ティムールへの臣従を拒絶したザイヌル・アービディーンは彼からの攻撃に晒される。ティムールの兵士に抵抗したエスファハーンの住民は虐殺され、降伏したシーラーズにはティムールの代官が派遣された。同年にジョチ・ウルスのトクタミシュがティムールの本拠地であるマー・ワラー・アンナフルに侵入したため、ティムールはイランから撤退する。
ティムールの撤退後、シャー・マンスールはエスファハーンとシーラーズを奪回し、シャー・ヤフヤーを廃位した。1392年にムザッファル朝は再びティムールの攻撃を受ける。シャー・マンスールが中心となってティムールに抗戦したが敗北し、シャー・マンスールは戦死した。ムザッファル家の17人の王族は投降したが、1393年5月にムザッファル家の王族はティムールによって処刑される。ザイヌル・アービディーンと彼の兄弟であるスルターン・シェブリは助命されてサマルカンドに移送され、平穏な余生を送った。

## 文化

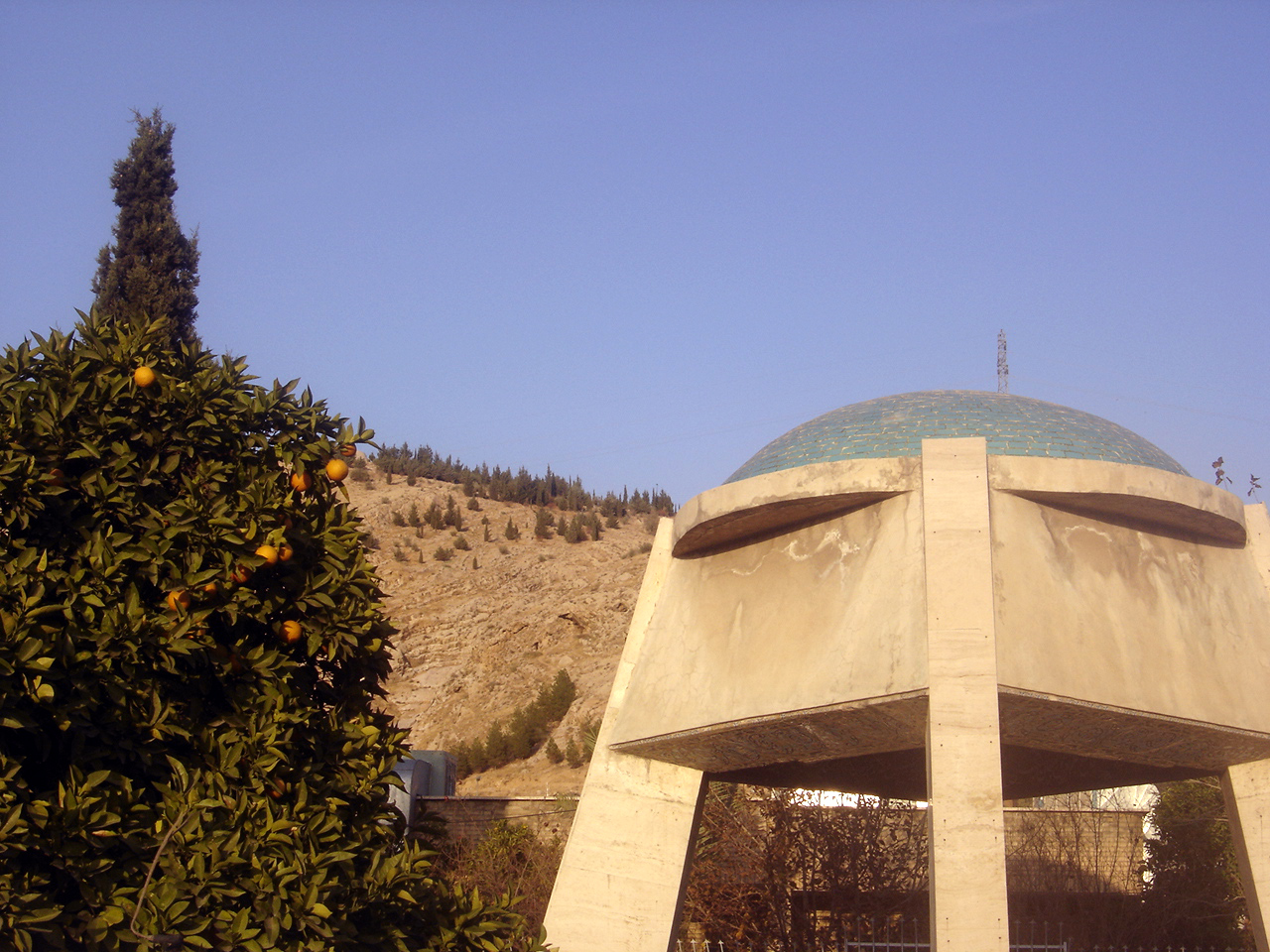
シーラーズに建てられたシャー・シュジャーの墓

ムバーリズッディーン・ムハンマド治下のシーラーズでは厳格な統治が敷かれ、民衆は不満を抱いていた。詩人のハーフェズはムバーリズッディーンの政策を風刺し、彼の元に仕官しようとはしなかった。ムバーリズッディーンの跡を継いだシャー・シュジャーの時代のシーラーズには開放的な空気が流れ、学者は国から保護を受けることができた。シャー・シュジャーから保護を受けた学者の一人に、法学者のサイイド・シャリフ・アル＝ジュールジャーニーが挙げられる。ペルシア文学史上に名前を遺したハーフェズはシャー・シュジャーの友人であり、また彼から保護を受けていた。シーラーズに住んだ風刺詩人のウバイド・ザーカーニーはインジュー朝滅亡後にシャー・シュジャーの宮廷に出仕した。
ムザッファル朝期のイランでは、建築物の外壁をタイルで装飾する技法の基礎が確立された。数色のタイルを使ったモザイクにより、装飾文字、複雑な幾何学文様や草花をあしらったアラベスクが表現され、1325年に建立されたヤズドの金曜モスク、1350年頃に建立されたケルマーンの金曜モスクの表面はタイルによって彩られている。ムザッファル朝期のタイル装飾は、後の時代のイランの公共建設物の多くに共通する特徴として残った。

## 歴代君主
- ムバーリズッディーン・ムハンマド（在位：1314年 - 1358年/59年）
- シャー・シュジャー（在位：1358年/59年 - 1384年）
- ザイヌル・アービディーン（在位：1384年 - 1387年）
- シャー・マンスール（在位：1387年 - 1393年）
- ヌスラト・ウッディーン・ヤフヤー（ヤズドの支配者、在位：1387年 - 1393年）[24]

## 系図
|  |  | シャラーフッディーン・ムザッファル |                           |                           |                           |                           |                           |  |  |                                        |                                        |                                        |                                        |                                        |                                        |                   |                   |                      |                      |                      |                      |                      |                      |                     |                     |                                          |                                          |                                          |                                          |                                          |                                          |  |  |                |                |                |                |                |                |  |  |  |  |  |  |  |  |  |  |  |  |  |  |  |  |  |  |  |  |  |  |
|  |  |                                    |                           |                           |                           |                           |                           |  |  |                                        |                                        |                                        |                                        |                                        |                                        |                   |                   |                      |                      |                      |                      |                      |                      |                     |                     |                                          |                                          |                                          |                                          |                                          |                                          |  |  |                |                |                |                |                |                |  |  |  |  |  |  |  |  |  |  |  |  |  |  |  |  |  |  |  |  |  |  |
|  |  | ムバーリズッディーン・ムハンマド1  |                           |                           |                           |                           |                           |  |  |                                        |                                        |                                        |                                        |                                        |                                        |                   |                   |                      |                      |                      |                      |                      |                      |                     |                     |                                          |                                          |                                          |                                          |                                          |                                          |  |  |                |                |                |                |                |                |  |  |  |  |  |  |  |  |  |  |  |  |  |  |  |  |  |  |  |  |  |  |
|  |  |                                    |                           |                           |                           |                           |                           |  |  |                                        |                                        |                                        |                                        |                                        |                                        |                   |                   |                      |                      |                      |                      |                      |                      |                     |                     |                                          |                                          |                                          |                                          |                                          |                                          |  |  |                |                |                |                |                |                |  |  |  |  |  |  |  |  |  |  |  |  |  |  |  |  |  |  |  |  |  |  |
|  |  |                                    |                           |                           |                           |                           |                           |  |  |                                        |                                        |                                        |                                        |                                        |                                        |                   |                   |                      |                      |                      |                      |                      |                      |                     |                     |                                          |                                          |                                          |                                          |                                          |                                          |  |  |                |                |                |                |                |                |  |  |  |  |  |  |  |  |  |  |  |  |  |  |  |  |  |  |  |  |  |  |
|  |  | シャー・シュジャー2                | シャー・シュジャー2       | シャー・シュジャー2       | シャー・シュジャー2       | シャー・シュジャー2       | シャー・シュジャー2       |  |  | クトゥブッディーン・シャー・マフムード | クトゥブッディーン・シャー・マフムード | クトゥブッディーン・シャー・マフムード | クトゥブッディーン・シャー・マフムード | クトゥブッディーン・シャー・マフムード | クトゥブッディーン・シャー・マフムード |                   |                   | シャー・ムザッファル | シャー・ムザッファル | シャー・ムザッファル | シャー・ムザッファル | シャー・ムザッファル | シャー・ムザッファル |                     |                     | スルタン・イマードゥッディーン・アフマド | スルタン・イマードゥッディーン・アフマド | スルタン・イマードゥッディーン・アフマド | スルタン・イマードゥッディーン・アフマド | スルタン・イマードゥッディーン・アフマド | スルタン・イマードゥッディーン・アフマド |  |  | アブー・ヤズド | アブー・ヤズド | アブー・ヤズド | アブー・ヤズド | アブー・ヤズド | アブー・ヤズド |  |  |  |  |  |  |  |  |  |  |  |  |  |  |  |  |  |  |  |  |  |  |
|  |  | シャー・シュジャー2                | シャー・シュジャー2       | シャー・シュジャー2       | シャー・シュジャー2       | シャー・シュジャー2       | シャー・シュジャー2       |  |  | クトゥブッディーン・シャー・マフムード | クトゥブッディーン・シャー・マフムード | クトゥブッディーン・シャー・マフムード | クトゥブッディーン・シャー・マフムード | クトゥブッディーン・シャー・マフムード | クトゥブッディーン・シャー・マフムード |                   |                   | シャー・ムザッファル | シャー・ムザッファル | シャー・ムザッファル | シャー・ムザッファル | シャー・ムザッファル | シャー・ムザッファル |                     |                     | スルタン・イマードゥッディーン・アフマド | スルタン・イマードゥッディーン・アフマド | スルタン・イマードゥッディーン・アフマド | スルタン・イマードゥッディーン・アフマド | スルタン・イマードゥッディーン・アフマド | スルタン・イマードゥッディーン・アフマド |  |  | アブー・ヤズド | アブー・ヤズド | アブー・ヤズド | アブー・ヤズド | アブー・ヤズド | アブー・ヤズド |  |  |  |  |  |  |  |  |  |  |  |  |  |  |  |  |  |  |  |  |  |  |
|  |  |                                    |                           |                           |                           |                           |                           |  |  |                                        |                                        |                                        |                                        |                                        |                                        |                   |                   |                      |                      |                      |                      |                      |                      |                     |                     |                                          |                                          |                                          |                                          |                                          |                                          |  |  |                |                |                |                |                |                |  |  |  |  |  |  |  |  |  |  |  |  |  |  |  |  |  |  |  |  |  |  |
|  |  | ザイヌル・アービディーン3          | ザイヌル・アービディーン3 | ザイヌル・アービディーン3 | ザイヌル・アービディーン3 | ザイヌル・アービディーン3 | ザイヌル・アービディーン3 |  |  |                                        |                                        |                                        |                                        | シャー・ヤフヤー4                      | シャー・ヤフヤー4                      | シャー・ヤフヤー4 | シャー・ヤフヤー4 | シャー・ヤフヤー4    | シャー・ヤフヤー4    |                      |                      | シャー・マンスール5  | シャー・マンスール5  | シャー・マンスール5 | シャー・マンスール5 | シャー・マンスール5                      | シャー・マンスール5                      |                                          |                                          |                                          |                                          |  |  |                |                |                |                |                |                |  |  |  |  |  |  |  |  |  |  |  |  |  |  |  |  |  |  |  |  |  |  |